# Isoplatoides parviventris
Isoplatoides parviventris är en stekelart som först beskrevs av Girault 1920.  Isoplatoides parviventris ingår i släktet Isoplatoides och familjen puppglanssteklar. Inga underarter finns listade i Catalogue of Life.